# محاكمة قمبيز
محاكمة قمبيز، أو سلخ القاضي الفاسد هي لوحة مزدوجة للفنان الهولندي خيرارد دافيد، اكتملت عام 1498م. رسمت اللوحة لقاعة بلدية بروج. تظهر اللوحة سلخ القاضي الفارسي الفاسد سيسمانيس، وكان الهدف منها التذكير بالحاجة إلى العدل في القضاء. تعرض اللوحة حاليًا في معرض الفنون البلدية في مدينة بروج البلجيكية.
1. 1 2   http://balat.kikirpa.be/object/93136. {{استشهاد ويب}}: |url= بحاجة لعنوان (مساعدة) والوسيط |title= غير موجود أو فارغ (من ويكي بيانات) (مساعدة)
2. ↑   http://www.vlaamsekunstcollectie.be/collection.aspx?p=0848cab7-2776-4648-9003-25957707491a&inv=0000.GRO0040.I-0041.I. {{استشهاد ويب}}: |url= بحاجة لعنوان (مساعدة) والوسيط |title= غير موجود أو فارغ (من ويكي بيانات) (مساعدة)